# Авшалумов, Ягуда Мишиевич
Ягуда Мишиевич Авшалумов (25 декабря 1912, Дербент — май 2005, Беэр-Шева) — советский виноградарь, Герой Социалистического Труда (1949), участник  Великой Отечественной войны.

## Биография
Родился 25 декабря 1912 года в Дербенте (Дагестанская область, ныне Республика Дагестан) в семье земледельцев. Участвовал в  Великой Отечественной войне, в составе 641-го стрелкового полка. После демобилизации вернулся в Дербент. Начал работать звеньевым по выращиванию виноградников в колхозе имени Молотова. В 1948, благодаря заслугам Ягуды Мишиевича, был получен урожай 200,5 центнера винограда с гектара на 4,5 гектара земли. В 1949 году награждён  медалью Серп и Молот и  орденом Ленина. 
В декабре 1973 переехал в Израиль, на постоянное место жительства. Проживал в городе Беэр-Шева. Умер в мае 2005 года. Похоронен в Беэр-Шеве.

## Награды
- медаль Серп и Молот (27 июля 1949; № 4206)
- орден Ленина (27 июля 1949; № 106288)
- медали СССР.